# 홍훤
홍훤(1986년 2월 10일 ~)은 대한민국의 희극 배우다. 그는 MBC 공채 17기로 데뷔하였고 KBS 공채로 다시 데뷔하였다. 해병대 출신이다.

## 경력
- 2008년 : MBC 17기 공채 개그맨
- 2011년 : KBS 26기 공채 개그맨
- 2015년 : 인천광역시 남동구 홍보대사

## 연기 활동

### 방송
- KBS《개그콘서트》
  - 〈트렌드쇼〉
  - 〈슈퍼스타KBS〉
  - 〈티라노 연애조작단〉
  - 〈불편한 진실〉
  - 〈생활의 발견〉
  - 〈추남〉
  - 〈고! 스톱?〉
  - 〈돌직구 청문회〉
  - 〈우행쇼〉
  - 〈메이킹 우먼쇼〉
  - 〈견뎌〉
  - 〈안생겨요〉
  - 〈시청률의 제왕〉
  - 〈후궁뎐;꽃들의 전쟁〉
  - 〈만수르〉
  - 〈억수르〉
  - 〈음모론〉
  - 〈핵존심〉
  - 〈호불호〉
  - 〈아무말 대잔치〉
  - 〈창과 방패〉
- KBS《개그 스타》
  - 〈용서 받지 못한 자〉
- MBC 《개그야》
  - 〈난난난〉
  - 〈무완도전〉

## 유행어
- 어버버버 창피해! (핵존심)
- 가입하자 가입하자! (호불호)

## 수상
- 2015년 제23회 대한민국문화연예대상 개그맨 신인상